# 鈴花
株式会社鈴花（すずはな）は、佐賀県に本社と流通本部を置き、西日本一円で婦人服、呉服、宝石、ハンドバッグなどのファッション関連用品を販売するチェーン店「鈴花」を展開する企業である。

## 概要
1900年（明治33年）、神埼郡で創業した森呉服店を発祥とし、1975年に株式会社として法人化した。2020年に創業120年を記念して「いい（1）わ（0）ふ（2）く（9）＝いい和服」の語呂合わせで10月29日を「和服の日」に制定し、認定を受けた。

## 販売構成
- 呉服55%、宝石20%、ハンドバッグ15%、婦人服その他10%

## 店舗数
九州地方
- 福岡県15店、佐賀県8店、長崎県10店、熊本県5店、宮崎県7店、大分県4店、鹿児島県4店

中国地方
- 山口県3店、広島県5店、岡山県4店、島根県1店、鳥取県1店

その他
- 兵庫県1店、香川県1店